# Çaylaklar, Taşköprü
Çaylaklar là một xã thuộc huyện Taşköprü, tỉnh Kastamonu, Thổ Nhĩ Kỳ. Dân số thời điểm năm 2008 là 121 người.